# Masato Maegawa
 (février 2016).
Si vous disposez d'ouvrages ou d'articles de référence ou si vous connaissez des sites web de qualité traitant du thème abordé ici, merci de compléter l'article en donnant les références utiles à sa vérifiabilité et en les liant à la section « Notes et références ».
Masato Maegawa (前川 正人, Maegawa Masato) est un créateur et producteur de jeux vidéo connu pour sa participation sur la plupart des réalisations de la compagnie Treasure Co. Ltd.
À la fin de ses études en 1989, il est engagé en tant que programmeur par Konami, pour qui il travaille sur la version Game Boy de Castlevania (1989), et dirige la version NES de Bucky O'Hare (1992).
En juin 1992, il fonde, avec d'anciens employés de Konami, la compagnie Treasure Co. Ltd dont il exerce la fonction de président et CEO (Chief Executive Officer, directeur général).

## Jeux de Masato Maegawa
| The Castlevania Adventure                | 1989 | Game Boy         | Programmeur                        |
| Bucky O'Hare                             | 1992 | NES              | Directeur, programmeur             |
| Gunstar Heroes                           | 1993 | Mega Drive       | Superviseur                        |
| McDonald's Treasure Land Adventure       | 1993 | Mega Drive       | Programmeur                        |
| Dynamite Headdy                          | 1994 | Mega Drive       | Programmeur principal              |
| Yu Yu Hakusho: Sunset Fighters           | 1994 | Mega Drive       | Superviseur                        |
| Alien Soldier                            | 1995 | Mega Drive       | Programmeur, superviseur           |
| Light Crusader                           | 1995 | Mega Drive       | Programmeur                        |
| Guardian Heroes                          | 1996 | Saturn           | Management, directeur              |
| Mischief Makers                          | 1997 | Nintendo 64      | Programmeur principal, superviseur |
| Silhouette Mirage                        | 1997 | Saturn           | Producteur exécutif                |
| Radiant Silvergun                        | 1998 | Saturn, STV      | Producteur exécutif                |
| Bangai-O                                 | 1999 | Dreamcast        | Producteur                         |
| Rakugaki Showtime                        | 1999 | PlayStation      | Directeur                          |
| Silpheed: The Lost Planet                | 2000 | PlayStation 2    | Directeur                          |
| Sin and Punishment                       | 2000 | Nintendo 64      | Producteur                         |
| Ikaruga                                  | 2001 | Dreamcast, Naomi | Producteur exécutif                |
| Tiny Toon Adventures: Buster's Bad Dream | 2002 | Game Boy Advance | Producteur exécutif                |
| Victory Boxers                           | 2002 | Game Boy Advance | Producteur                         |
| Astro Boy: Omega Factor                  | 2003 | Game Boy Advance | Remerciements                      |
| Dragon Drive D-Masters Shot              | 2003 | GameCube         | Directeur                          |
| Wario World                              | 2003 | GameCube         | Producteur                         |
| Gradius V                                | 2004 | PlayStation 2    | Producteur exécutif                |
| Advance Guardian Heroes                  | 2005 | Game Boy Advance | Producteur exécutif                |
| Gunstar Future Heroes                    | 2005 | Game Boy Advance | Producteur                         |